# Скрипник, Геннадий Петрович
Геннадий Петрович Скрипник (30 августа 1962) — советский, российский и узбекский футболист, играл на позициях защитника и полузащитника.

## Клубная карьера
Профессиональную карьеру начинал в 1985 году, выступая во второй союзной лиге за «Спартак» из Житомира, проведя за клуб в том сезоне 35 матчей и забив 2 мяча. В 1987 году перебрался в «Касансаец», за который выступал на протяжении 4 сезонов. В 1991 году играл за «Навбахор». После распада СССР перебрался в Россию, защищал цвета ставропольского «Динамо», за который дебютировал 29 марта 1992 года в домашнем матче 1-го тура против московского «Динамо». В том же сезоне перешёл в «Спартак» из Анапы. Завершил карьеру в «Навбахоре».